# NGC 2133
NGC 2133 est un amas ouvert situé dans la constellation de la Table. Il a été découvert par l'astronome britannique John Herschel en 1834.